# دوباره شروع کن (فیلم)
دوباره شروع کن (انگلیسی: Begin Again) یک فیلم موزیکال کمدی-درام آمریکایی محصول سال ۲۰۱۳ به نویسندگی و کارگردانی جان کارنی و با بازی کیرا نایتلی و مارک رافلو است. نایتلی در این فیلم در نقش یک خواننده-ترانه‌سرا است که توسط یک تهیه‌کنندهٔ موسیقی در حال تقلا (رافلو) کشف می‌شود و برای تهیه یک آلبوم موسیقی در مکان‌های عمومی سراسر شهر نیویورک با وی همکاری می‌کند.
پس از موفقیت فیلم موزیکال یک بار (۲۰۰۷) کارنی فیلمنامهٔ دوباره شروع کن را در سال ۲۰۱۰ نوشت و گرگ الکساندر آهنگسازی بیشتر موسیقی فیلم را انجام داد. تولید فیلم در ژوئیهٔ ۲۰۱۲ با فیلم‌برداری در مکان‌های مختلف در جای جای نیویورک و با بودجهٔ ۸ میلیون دلاری آغاز شد. این فیلم در سپتامبر ۲۰۱۳ در جشنوارهٔ بین‌المللی فیلم تورنتو برای نخستین بار به نمایش درآمد و در ۲۷ ژوئن ۲۰۱۴ همراه با انتشار موسیقی متن در سینما به اکران درآمد. این فیلم ۶۳ میلیون دلار به صورت ناخالص در سرار جهان به دست آورد و اغلب، نقدهای مثبتی از سوی منتقدان کسب کرد. ترانهٔ «ستاره‌های گمشده» این فیلم نامزد دریافت جایزه اسکار بهترین ترانه شد.

## داستان
دن مولیگان یکی از مدیران اجرایی سابقاً موفق یک شرکت موسیقی است که در نیویورک زندگی می‌کند و از همرسش میریام جدا شده و سعی دارد خودش را در صنعت موسیقی در حال تغییر حفظ کند. پس از اخراج او از شغلش، به مشروب‌خواری در لوور ایست ساید روی می‌آورد که در آنجا با گرتا جیمز روبرو می‌شود. گرتا یک ترانه‌سرای جوان و به شدت مستقل است که به تازگی با دوست پسر و شریک ترانه‌سرایی‌اش دیو کوهل که مدتی طولانی با هم بوده‌اند و موسیقی‌دانی به تازگی موفق است که با دستیار یکی از تهیه‌کنندگانش رابطه داشته، جدا شده‌است. دن به گرتا پیشنهاد می‌کند که با ناشر موسیقی پیشینش قرارداد ببندند؛ اگرچه گرتا ابتدا این پیشنهاد را نمی‌پذیرد اما بعد قبول می‌کند.
دن و گرتا با سول، شریک تجاری دن و یکی از مؤسسان کمپانی موسیقی آنها ملاقات می‌کنند اما او در گرتا همان توانایی را نمی‌بیند و او را قبول نمی‌کند. دن پیشنهاد می‌کند که او و گرتا آلبوم را با هم به صورت زنده در طول تابستان و در مکان‌های عمومی شهر نیویورک ضبط کنند. دن مجموعه‌ای از نوازندگان با استعداد، از جمله استیو (نوازنده خیابانی و بهترین دوست قدیمی گرتا) را جمع‌آوری می‌کند و قصد دارد آلبومی باارزش که توسط شرکت خود منتشر شود را تهیه کند. در این مدت، گرتا با زندگی شخصی دن آشنا می‌شود و دختر نوجوان دن، وایلت که یک نوازنده گیتار تازه‌کار است را تشویق می‌کند تا در آلبوم حضور بیابد.
هنگامی که گرتا می‌بیند که دیو در تلویزیون در حال دریافت جایزه‌ای است، از او انتقاد می‌کند و با کمک استیو، در ترانه‌ای که در یک تماس تلفنی ضبط می‌کند، نارضایتی خود را بیان می‌کند. دیو پشیمان، برای ترویج آلبوم جدیدش به نیویورک برمی‌گردد و از گرتا می‌خواهد تا او را ببیند. پس از مدتی، گرتا تصمیم می‌گیرد دیو را ملاقات کند. آن‌ها آلبوم‌های یکدیگر را بررسی می‌کنند. گرتا احساس می‌کند ترانه «ستاره‌های گمشده» ترانه‌ای عاشقانه است. ترانه‌ای که او قبلاً به عنوان هدیه کریسمس به دیو می‌دهد. اما دیو معنای واقعی ترانه را از بین برده‌است. دیو می‌گوید که تماشاگران این ترانه را دوست دارند و هنگامی که اجرا می‌شود، همه آن را دوست دارند. با این حال، دیو از گرتا دعوت می‌کند تا آخر هفته به تئاتر گرامرسی بیاید تا این ترانه و تأثیری که بر طرفدارانش داشته را ببیند.
پس از اتمام آلبوم، دن و گرتا سول را در حالی که از همکاری آن‌ها تحت تأثیر قرار گرفته، ملاقات می‌کنند. گرتا در خواست می‌کند که سول شغل دن را به او برگرداند و سهم بیشتری را در قرارداد به او بدهد. آن‌ها بدون رسیدن به توافق شرکت را ترک می‌کنند اما دن احساس می‌کند سول نهایتاً با گرتا قرارداد می‌بندد. بعدتر گرتا پیامی از دیو که یادآوری اجرایش است، دریافت و به سالن می‌رود تا این ترانه را با تنظیم اصلی بشنود اما وقتی به اجرا او و واکنش جمعیت را می‌بیند و اینکه دیو چگونه به آن‌ها پاسخ می‌دهد، خود را بین آن‌ها گمشده می‌بیند. سپس گرتا کنسرت را ترک می‌کند و با دوچرخه‌اش هنگامی که لبخند می‌زند در شهر می‌چرخد.
پس از آن، گرتا از دن در آپارتمانش در حالی که او برای بازگشت به خانه‌اش آماده می‌شود، دیدن می‌کند. گرتا به او می‌گوید می‌خواهد آلبوم را به صورت آنلاین با قیمت یک دلار توزیع کند. اگرچه دن به کارش در شرکت در کنار سول بازمی‌گردد اما موافقت می‌کند که گرتا این کار را انجام دهد. روز بعد، سول به شوخی دن را به دلیل تبلیغ آلبوم گرتا اخراج و به او اطلاع می‌دهد آلبوم در روز اول انتشار ده هزار نسخه فروخته‌است.

## بازیگران
- کیرا نایتلی در نقش گرتا جیمز،[الف] ترانه‌سرا
- مارک رافلو در نقش دن مولیگان،[ب] تهیه‌کننده موسیقی
- آدام لوین در نقش دیو کوهل،[پ] دوست پسر سابق گرتا و یک موسیقی‌دان موفق
- کاترین کینر در نقش میریام هارت،[ت] همسر سابق دن
- هیلی استاینفلد در نقش وایلت مولیگان،[ث] دختر چهارده ساله دن و میریام
- جیمز کوردن در نقش استیو،[ج] بهترین دوست گرتا
- سیلو گرین در نقش تروبلگوم،[چ] رپر موفقی که توسط دن کشف شد
- مس دف (معروف به یاسین بی) در نقش سول،[ح] شریک تجاری طولانی مدت دن
- راب مورو در نقش مدیرعامل
- مدی کرنمن در نقش فیلیس[خ]
- آیا کش در نقش جنی[د]
- جنیفر لی در نقش میم[ذ]
- کرن پیتمن

## تولید
کارگردان فیلم، جان کارنی در سال ۲۰۱۰ نوشتن فیلمنامه دوباره شروع کن را آغاز کرد، اما ایده آن را از سال‌ها پیش در سر داشت. این داستان تا حدی از تجربیات خود او به عنوان نوازنده در یک گروه موسیقی و از مدیران واحد هنرمندان و رپرتوار دهه ۱۹۹۰ که بنیان شخصیت دن را تشکیل می‌دهند، الهام گرفته شده‌است. کارنی در ابتدای نوشتن فیلمنامه عنوان آیا یک ترانه می‌تواند زندگی تو را نجات دهد؟ را انتخاب کرده بود. پیش از آن، گلن هنسارد و گرگ الکساندر نوشتن ترانه‌ها را آغاز کرده بودند. او می‌خواست «به جای آن که موسیقی در داستان باشد داستان در حول موسیقی قرار گیرد». سبک فیلمنامه در آهنگ‌ها به عنوان یک عنصر طبیعی داستان، الهامی از فیلم موزیکال ۱۹۵۴ جودی گارلند به نام ستاره‌ای متولد شده‌است و همچنین فیلم قبلی کارنی، یک بار (۲۰۰۷) بود. کارنی اولین گام فیلم را در سال ۲۰۱۰ با جاد اپتاو که در کنار توبین آرمبراست و آنتونی برگمن تهیه‌کننده فیلم بودند برداشت و با ۸ میلیون دلار بودجه فیلم را تأمین کرد.
قبل از انتخاب کیرا نایتلی در نقش گرتا، کارنی در نظر داشت یک خواننده پاپ همچون ادل یا یکی از بازیگران زن مانند اسکارلت جوهانسون را به عنوان نقش اول برگزیند که به نحوی با خوانندگی ارتباط داشتند. نایتلی که قبل از این هرگز حرفه‌ای آواز نخوانده بود، با آموزش یک مربی آواز و یادگیری نواختن گیتار آماده این نقش شد. مارک رافلو اولین انتخاب کارنی برای نقش دن بود، و پس از اینکه کارنی اولین پیش‌نویس فیلمنامه را برای او ارسال کرد، ایفای نقش در این فیلم را پذیرفت. آدام لوین نیز تنها کسی بود که برای نقش دیو در نظر گرفته شده بود و پس از صحبت با کارنی در اسکایپ و ضبط برخی دیالوگ‌ها به عنوان تست هنرپیشگی این نقش را دریافت کرد. او هیچ هزینه‌ای بابت حضور در این فیلم نپذیرفت. اگرچه او پیش از این نقش‌های جزئی در تلویزیون داشت، دوباره شروع کن اولین نقش او در یک فیلم را رقم زد. کارنی پس از تحسین بازی جیمز کوردن در نقش اول یک مرد، دو گونورس نمایشی از تئاتر برادوی به او پیشنهاد داد که در فیلم حضور یابد.
تصویربرداری اصلی فیلم از ۲ ژوئیه ۲۰۱۲ در نیویورک آغاز شد و ۲۳ روز طول کشید. کارنی محله‌های کمتر شناخته شده منهتن مانند: دهکده گرینویچ، ایست ویلیج، میدان تایمز و پارک واشینگتن اسکوئر که برای مردم قابل تشخیص‌تر است تا گردشگران را برای فیلم‌برداری انتخاب کرد. بازیگران به جای اجرای زنده در حین فیلم‌برداری، روی ترک‌های از پیش ضبط شده می‌خواندند. به جهت صرفه جویی در هزینه استخدام عوامل فیلم و سیاهی لشکر، برخی صحنه‌ها — شامل صحنه‌ای در میدان تایمز — در اواخر شب با دوربین روی دست فیلم‌برداری شد. مکان پشت بام، نزدیک ساختمان امپایر استیت در بلوک ۲۸ در خیابان سی و ششم غربی قرار دارد.

### انتقاد کارنی از نایتلی
کارنی در یک سری از مصاحبه‌ها برای ترویج فیلمش، خیابان آواز در سال ۲۰۱۶، بارها عملکرد و رفتار نایتلی را مورد نقد قرار داد. هنگامی که دربارهٔ واکنش انتقادی خیابان آواز توسط ایندیپندنت از کارنی سؤال شد، او بی پروا پاسخ داد: «این یک فیلم شخصی کوچک بدون کیرا نایتلی است. این واقعاً رضایت‌بخش است.» در همان مصاحبه، با وجود این که نایتلی از زمان کودکی بازیگری را به صورت حرفه‌ای دنبال می‌کرد، کارنی بارها از او به عنوان یک مدل اشاره کرد و او گفت: «من هرگز دوباره با سوپر مدل‌ها فیلم نخواهم ساخت.» او همچنین در مصاحبه با یک سایت اخبار فیلم از او انتقاد کرد و گفت: «فکر می‌کنم که با کیرا، مثل این بود که از او کاری را بخواهم که نمی‌تواند انجام دهد.» اگرچه او به‌طور خاص از نایتلی نام نبرد، اما در مصاحبه‌ای با دن اف گیک گفت که این میل او به ساخت خیابان آواز ناشی از «تجربه کار کردن، بیایید با آن روبه رو شویم، با مدلی در فیلم آخر من» است. مسی تاجدین، مارک رومنک، لورین اسکافاریا و لین شلتون فیلمسازانی که در سایر فیلم‌ها با نایتلی هم کاری کرده بودند، پس از اظهارات کارنی با توییت کردن از نایتلی حمایت کردند.
کارنی بعداً با یک توییت عمومی عذرخواهی کرد و گفت که احساس می‌کند «یک ابله کامل است» و گفت نایتلی در طول فیلم‌برداری فیلم «چیزی جز حرفه‌ای و متعهد» نبوده‌است. در سال ۲۰۱۹، هنگامی که از نایتلی در مورد اظهارات کارنی سؤال شد، او عذرخواهی کارنی را پذیرفت و اعلام کرد که او از آن اظهارات شوکه نشده بود؛ زیرا آن‌ها در طول فیلم‌برداری با هم کنار نیامده بودند.

## موسیقی متن
موسیقی متن این فیلم در ایالات متحده توسط گرگ الکساندر تحت لیبل ای‌ال‌اکس‌ان‌دی‌آر، ۲۲۲ رکوردز، پالیدور رکوردز و اینتراسکوپ رکوردز در تاریخ ۳۰ ژوئن ۲۰۱۴ منتشر شد. بیشتر موسیقی‌های این فیلم توسط الکساندر با دنیل بریزبوآ، نیک لاشلی، ریک نولز و نیک ساوت‌وود ساخته شد. برخی از ترانه‌ها توسط گلن هنسارد و کارنی نوشته و بیشتر آن‌ها توسط نایتلی و لوین اجرا شد. آهنگ «گودال قتل» ساخته د والز که در بخش تیتراژ آغازین اجرا شد، در آلبوم موسیقی متن فیلم گنجانده نشده‌است. ترانه «ستاره‌های گمشده» نامزد جوایز متعددی از جمله جایزه اسکار بهترین ترانه و جایزه انجمن منتقدین فیلم برای بهترین ترانه شد.
| فهرست آهنگ | فهرست آهنگ                                     | فهرست آهنگ                                         | فهرست آهنگ                  | فهرست آهنگ |
| شماره      | نام                                            | نویسنده(ها)                                        | هنرمند                      | مدت        |
| ---------- | ---------------------------------------------- | -------------------------------------------------- | --------------------------- | ---------- |
| ۱.         | «ستاره‌های گمشده»                               | گرگ الکساندر، دنیل بریزبوآ، نیک لاشلی، نیک ساوت‌وود | آدام لوین                   | ۴:۲۷       |
| ۲.         | «اگه میخوای بری خونه بهم بگو»                  | الکساندر، لاشلی                                    | کیرا نایتلی                 | ۳:۳۹       |
| ۳.         | «هیچ‌کس دیگه ای مثل تو نیست»                    | الکساندر، لاشلی                                    | آدام لوین                   | ۳:۲۸       |
| ۴.         | «هورنی»                                        | الکساندر، ریک نولز                                 | سیلو گرین                   | ۳:۳۸       |
| ۵.         | «ستاره‌های گمشده»                               | الکساندر، بریزبوآ، لاشلی، ساوت‌وود                  | کیرا نایتلی                 | ۴:۰۰       |
| ۶.         | «یک مکان بالاتر»                               | الکساندر، نولز                                     | آدام لوین                   | ۳:۱۲       |
| ۷.         | «مانند یک نادان»                               | جان کارنی                                          | کیرا نایتلی                 | ۲:۲۷       |
| ۸.         | «تا به حال از ذهنت عبور کرده (نسخه آزمایشی)»   | الکساندر                                           | سیسیل ارکسترا               | ۳:۳۸       |
| ۹.         | «زنان جهان (اعتصاب کن!)»                       | الکساندر، سیلو گرین، نولز                          | سیلو گرین                   | ۳:۱۵       |
| ۱۰.        | «آمدن گل‌های رز»                                | گلن هنسارد، بریزبوآ                                | کیرا نایتلی                 | ۳:۱۳       |
| ۱۱.        | «داخل ترانس»                                   | الکساندر                                           | سیسیل ارکسترا               | ۴:۰۵       |
| ۱۲.        | «قدمی که نمی‌تونی برگردونی»                     | جان کارنی، الکساندر، بریزبوآ                       | کیرا نایتلی                 | ۳:۲۵       |
| ۱۳.        | «ستاره‌های گمشده (میکس درون شب)»                | الکساندر، بریزبوآ، لاشلی، ساوت‌وود                  | آدام لوین                   | ۳:۳۸       |
| ۱۴.        | «بام شکسته‌است (میکس آزمایشی)»                  | الکساندر                                           | سیسیل ارکسترا               | ۳:۰۰       |
| ۱۵.        | «اگه میخوای بری خونه بهم بگو (میکس بالای بام)» | الکساندر، لاشلی                                    | کیرا نایتلی، هیلی استاینفلد | ۳:۲۷       |
| ۱۶.        | «مرعوب شده توسط تو»                            | الکساندر                                           | سیسیل ارکسترا               | ۲:۲۸       |

### جدول‌ها
| جدول‌ها (۲۰۱۴)                                    | موقعیت |
| ------------------------------------------------ | ------ |
| آلبوم‌های استرالیایی (ای‌آرآی‌ای)                   | ۳۵     |
| آلبوم‌های بلژیکی (اولتراتاپ فلاندرز)              | ۱۹۱    |
| آلبوم‌های بلژیکی (اولتراتاپ والونیا)              | ۸۴     |
| آلبوم‌های دانمارکی (هیت‌لیستن)                     | ۱۵     |
| آلبوم‌های فرانسوی (اس‌ان‌ئی‌پی)                      | ۵۵     |
| آلبوم‌های کره‌ای (گائون چارت)                      | ۴      |
| آلبوم‌های بین‌المللی کره‌ای (گائون)                 | ۱      |
| آلبوم‌های نیوزیلندی (آرام‌ان‌زد)                    | ۲۵     |
| آلبوم‌های اسپانیایی (پروموزیکای)                  | ۱۱     |
| آلبوم‌های گردآوری‌شدهٔ بریتانیا (شرکت جدول‌های رسمی) | ۲۲     |
| بیلبورد ۲۰۰ ایالات متحده                         | ۲۲     |
| موسیقی متن برتر ایالات متحده (بیلبورد)           | ۱      |

## انتشار
دوباره شروع کن در تاریخ ۷ سپتامبر ۲۰۱۳ در نمایش افتتاحیه جشنواره بین‌المللی فیلم تورنتو برای نخستین بار به نمایش درآمد و واینستین کمپانی حق توزیع این فیلم را برای ایالات متحده با ۷ میلیون دلار به دست آورد. این فیلم بعداً در تاریخ ۲۶ آوریل ۲۰۱۴ در پایان جشنواره فیلم ترایبکا به نمایش درآمد. عنوان فیلم در بین نمایش نخست و اکران آن در سینما از آیا یک ترانه می‌تواند زندگی تو را نجات دهد؟ به دوباره شروع کن تغییر کرد؛ چرا که تماشاگران در به خاطر سپردن آن دچار مشکل بودند و غالباً آن را اشتباه می‌گفتند.

### گیشه
این فیلم در تاریخ ۲۷ ژوئن ۲۰۱۴ در آمریکا انتشار محدود داشت و در آخر هفته ۱۳۴٬۰۶۴ دلار درآمد ناخالص به دست آورد و در افتتاحیه ۱۱ ژوئیه با اکران گسترده روبرو شد. دوباره شروع کن مجدداً در تاریخ ۲۹ اوت و در نزدیکی فصل جوایز توسط واینستین کمپانی منتشر شد. به‌طور کلی، این فیلم ۱۶٬۱۷۰٬۶۳۲ دلار در گیشه ایالات متحده و ۴۷٬۲۹۴٬۲۲۹ دلار در سطح بین‌المللی و در مجموع به صورت ناخالص ۶۳٬۴۶۴٬۸۶۱ دلار به دست آورد.

### واکنش منتقدان
دوباره شروع کن به‌طور کلی بازخوردهای مثبتی را از منتقدان دریافت کرد. در راتن تومیتوز فیلم بر اساس ۱۵۹ نقد امتیاز ۸۲ درصد با امتیاز متوسط ۶٫۸۶ از ۱۰ را کسب کرد. در اجماع منتقدان وب‌سایت آمده‌است: «بازگشت نویسنده-کارگردان جان کارنی به درام‌های موزیکال همچون گذشته مانند فیلم یک بار قدرتمند نیست اما به لطف کار جذاب نقش‌های اصلی فیلم که با یکدیگر جور هستند، مقاومت در برابر دوباره شروع کن دشوار است.» در متاکریتیک این فیلم بر اساس بررسی ۳۹ منتقد ۶۲ امتیاز از ۱۰۰ امتیاز به دست آورد که به‌طور کلی نشانگر نظرات مطلوب است.
پیتر ترورز منتقد رولینگ استون به دوباره شروع کن از چهار ستاره سه ستاره داد و «جادوی زیرکانه» بازی هنرپیشگان اصلی را مورد ستایش قرار داد و کارنی را خالق «زیبایی سوررئال افسون کننده» بدون اینکه بیش از حد احساساتی باشد، دانست. ایان فریر از امپایر چهار ستاره از پنج ستاره به این فیلم داد و آن را «دوست داشتنی، با بازی‌های جذاب، دل باز و ضمانت شده برای لبخند زدن در یک شب تابستانی مطبوع توصیف کرد.» پیتر دیبروج در نقدی برای ورایتی نوشت: «موسیقی گرگ الکساندر بدون شک بهترین چیز دربارهٔ فیلم است که احساسات را رک بیان می‌کند و بعد آن‌ها را با موسیقی شیرفهم می‌کند.» دیوید رونی از هالیوود ریپورتر در تحسین «صمیمیت و نزدیکی آرام کننده» فیلمنامه و رابطه قوی بین نایتلی و رافلو را ستایش کرد. دیوید ادلستین از نیویورک نیز بیان داشت که از اجرای بسیار خنده‌دار رافلو و صدای شیرین غیرمنتظره نایتلی لذت می‌برد.
از سویی دیگر، کنت توران از لس آنجلس تایمز بیان داشت که داستان و بازی‌ها غیر واقعی به نظر می‌رسند و فیلم به‌طور کلی در تأثیرگذاری مانند فیلم موزیکال قبلی کارنی، یک بار موفق نیست. به همین صورت، ای.او. اسکات از نیویورک تایمز نوشت که دوباره شروع کن «ناامید کننده و ادامه‌ای اضافه» برای یک بار است و گفت که فیلم «خیلی خوب نیست… اما به نوعی لذت‌بخش است». پل مکینز از گاردین در نقدی به این فیلم دو ستاره از پنج ستاره داد و آن را «فیلمی غرق شده در اصالت اما به اندازه روال رقص مایلی سایرس قلابی» تشریح کرد. منتقد شیکاگو سان-تایمز، بروس اینگرام نیز این فیلم را ریاکارانه دانست و به «حس و حال کمی مصنوعی» اجراهای ترانه‌ها اشاره کرد که در استودیو ضبط شده بود اما باید زنده پخش می‌شدند.

## جوایز
| جایزه               | دسته‌بندی     | گیرنده(ها) و نامزد(ها)                            | نتیجه    |
| ------------------- | ------------ | ------------------------------------------------- | -------- |
| جوایز اسکار         | بهترین ترانه | گرگ الکساندر و دنیل بریزبوآ برای «ستاره‌های گمشده» | نامزدشده |
| جوایز منتخب منتقدین | بهترین ترانه | کیرا نایتلی برای انجام «ستاره‌های گمشده»           | نامزدشده |

## واژه‌نامه
1. ↑  Gretta James
2. ↑  Dan Mulligan
3. ↑  Dave Kohl
4. ↑  Miriam Hart
5. ↑  Violet Mulligan
6. ↑  Steve
7. ↑  Troublegum
8. ↑  Saul
9. ↑  Phillis
10. ↑  Jenny
11. ↑  Mim
12. ↑  Artists and repertoire که به اختصار با A&R نیز شناخته می‌شود، تقسیم یک ناشر موسیقی یا شرکت انتشارات موسیقی است که مسئول پیشاهنگی و نظارت بر توسعه هنری موسیقی‌دان‌ها و ترانه‌سراها دارد.
13. ↑  Can a Song Save Your Life?
14. ↑  Heyuguys.com
15. ↑  Den of Geek
16. ↑  ALXNDR
17. ↑  222 Records
18. ↑  Metacritic